# Kamienica (Miechów)
Pour les articles homonymes, voir Kamienica.
Kamienica est une localité polonaise de la gmina de Gołcza, située dans le powiat de Miechów en voïvodie de Petite-Pologne.